# Jordan Wilkins
Jordan Wilkins (Cordova, 18 luglio 1994) è un giocatore di football americano statunitense che gioca nel ruolo di running back per gli Indianapolis Colts della National Football League (NFL). Fu scelto nel 5º giro (169º assoluto) nel Draft NFL 2018. Al college ha giocato a football per Ole Miss.

## Carriera universitaria
Wilkins frequentò per tre stagioni l'Università del Mississippi. Nella sua carriera universitaria corse per 1.751 yard e 14 touchdown con una media di 6,4 per corsa.

## Carriera professionistica

### Indianapolis Colts
Nella partita del primo turno contro i Cincinnati Bengals, Wilkins registrò 14 corse per 40 yard e tre ricezioni per 21 yard nel suo debutto nella NFL. Il 18 novembre 2018, nella partita dell'undicesimo turno contro i Tennessee Titans, Wilkins segnò il suo primo touchdown su corsa. I Colts vinsero 38–10. Terminò la sua stagione da rookie con sedici presenze (di cui tre da titolare), 60 corse per 336 yard e un touchdown; in aggiunta fece registrare 16 ricezioni per 85 yard.